# Armin Navabi
Armin Navabi (persky: آرمین نوابی; narozen 25. prosince 1983) je íránsko–kanadský ex-muslimský ateistický aktivista, autor a podcaster, který v současnosti žije ve Vancouveru v Kanadě. V roce 2012 založil online komunitu volnomyšlenkářů Atheist Republic, neziskovou organizaci se sídlem v Kanadě, která má nyní stovky poboček zvaných „konzuláty“ v několika zemích světa, například v Malajsii, Indonésii a na Filipínách, a umožňuje nevěřícím komunikovat ve společnostech, kde jsou bezvěrectví, odpadlictví a rouhání často kriminalizovány a potlačovány. Jako autor debutoval knihou Why There Is No God (2014) (Proč není Bůh) a v roce 2017 se stal spolu s Ali A. Rizvim, Yasmine Mohammadovou a Faisalem Saeedem Al Mutarem moderátorem podcastu Secular Jihadists from the Middle East (Sekulární džihádisté z Blízkého východu), v lednu 2018 byl pořad přejmenován na Secular Jihadists for a Muslim Enlightenment (Sekulární džihádisté za muslimskou osvětu), jehož spoluautory jsou Rizvi a Navabi.

## Biografie

### Mládí
Navabi se narodil v roce 1983 a vyrůstal jako šíitský muslim v Teheránu. V roce 1985 se krátce přestěhoval do Německa, v roce 1986 do Londýna a v roce 1988 se vrátil do Teheránu. Jeho rodina byla liberální a nijak zvlášť zbožná, ale ve škole ho učili, že věří v doslovné peklo a že spáchání i toho nejmenšího hříchu ho tam dostane. Navabi uvažoval, že pokud má posmrtný život trvat věčně, pak by to měla být hlavní priorita každého člověka během jeho života na Zemi. Zjistil však, že jen málo lidí z jeho okolí, ačkoli tvrdili, že tomu věří, se nechovalo tak, že by to bylo nanejvýš důležité. Aby se za každou cenu vyhnul peklu, než dosáhne „věku rozumu“ v 15 letech (u dívek v 9 letech), uvažoval o sebevraždě, protože jakýkoli hřích (včetně sebevraždy) spáchaný do té doby se údajně „nepočítá“, i když by ho to dostalo jen do nejnižší části nebe. Ve 12 letech se Navabi pokusil o sebevraždu skokem z okna školy, ale neúspěšně. Kvůli tomu zůstal sedm měsíců na invalidním vozíku a zameškal jeden rok ve škole.

### Odpadlictví a emigrace
Po zotavení se z pokusu o sebevraždu a s výčitkami svědomí, že trápí svou rodinu, se Navabi stal ještě horlivějším muslimem, nevynechal žádnou modlitbu, nikdy se ani nepodíval na dívky, aby se nedostal do pokušení, a pilně studoval islám. Čím více se však učil, tím více pochybností se v něm objevovalo, protože se mu zdálo, že toto náboženství nedává žádný smysl, vyžaduje neuvěřitelně vysokou daň za každodenní život muslimů a trestá všechny nemuslimy věčnými muky. Studium jiných náboženství jeho skepsi ještě více prohloubilo.

Mezníkem se stala četba knihy o dějinách náboženství na vysoké škole:

„Viděl jsem, jak je výhodné měnit pojetí Boha a toho, co chce, na základě dobové politiky. Proč to vůbec přijímám jako pravdu? Nikdy jsem si nepoložil otázku, zda to všechno nemůže být jen vymyšlené.“ V zoufalé modlitbě a ve velkém strachu z pekla Navabi oslovil Boha, aby se mu zjevil a dokázal, že je skutečný; nedostal však žádnou odpověď, ztratil víru a nakonec dospěl k závěru, že Bůh je vymyšlený.
Navabi navštěvoval Teheránskou univerzitu asi rok a studoval molekulární biologii. Na vysoké škole si Navabi zpočátku myslel, že je asi blázen, protože byl jediným ateistou, kterého znal. Když se však svěřil dvěma svým přátelům z univerzity a prozradil jim své nově vzniklé myšlenky, během několika týdnů se stali vůči náboženství skeptičtí. To ho povzbudilo k tomu, aby další kolegy ateisty hledal na internetu. V Teheránu zůstat nechtěl, podařilo se mu získat studentské vízum na Univerzitu Britské Kolumbie, kde mohl studovat ekonomii. 10. října 2004 dorazil do Vancouveru, kde později získal trvalý pobyt a posléze i kanadské občanství. Tam také v roce 2012 založil organizaci Atheist Republic, aby vybudoval globální ateistickou komunitu a platformu pro svůj aktivismus.

### Deplatforming
Navabi se v roce 2019 stal terčem několika pokusů o deplatforming („pokus bojkotovat skupinu nebo jednotlivce odstraněním platforem používaných ke sdílení informací“ nebo „akce, která brání někomu, kdo zastává názory považované za nepřijatelné nebo urážlivé, přispívat do fóra nebo diskuse, zejména zablokováním na určité webové stránce“).
V únoru 2019 odmítl Cherwell, studentský časopis Oxfordské univerzity, zveřejnit rozhovor s Navabim ve svém online vydání s odůvodněním, že „může být považován za urážlivý“. Rozhovor byl zveřejněn v tištěném vydání novin. Redaktor Freddie Hayward, který rozhovor vedl, na protest rezignoval.
V březnu 2019 zrušila Mount Royal University v kanadském městě Calgary plánovanou přednáškovou akci s Navabim, kterou pořádala Atheist Society of Calgary. Univerzita uvedla, že po střelbě v mešitě v Christchurchi nebyla ochotna akci pořádat, ale „rozhodně by řečníka pozvala na naši akademickou půdu jindy“.
V srpnu ministr pro pokročilé vzdělávání v Albertě Demetrios Nicolaides (UCP) uvedl, že Navabiho deplatformingu a podobným incidentům mělo být zabráněno a že pracuje na důraznější politice akademické svobody projevu.

## Atheist Republic

### Vznik
V době, kdy Navabi žil v Íránu, založil kolem roku 2003 na Orkutu skupinu „Iranian Atheists“ (Íránští ateisté), aby se spojil s dalšími nevěřícími ve své zemi. Byl šokován, překvapen a potěšen, že existuje tolik dalších lidí jako on, a tyto pocity byly vzájemné:

„Bylo to jako návrat domů k rodině, o které jste ani nevěděli.“ Po nějaké době se Navabi rozhodl, že se pokusí oslovit ateisty i mimo Íránskou islámskou republiku, a v lednu 2012 založil na Facebooku stránku s názvem „Atheist Republic“. V únoru 2012 ji následovala skupina na Facebooku a později v roce 2012 webová stránka www.atheistrepublic.com, která k červenci 2017 zaznamenala přibližně 5 milionů zhlédnutí týdně. Atheist Republic sdružuje nevěřící z celého světa, podporuje práva LGBTQ a žen a bojuje proti pronásledování ateistů. Podle Navabiho jsou tyto osvobozenecké hodnoty, které se Atheist Republic snaží šířit, pod palbou islamismu, alternativní pravice a regresivní levice.

### Růst

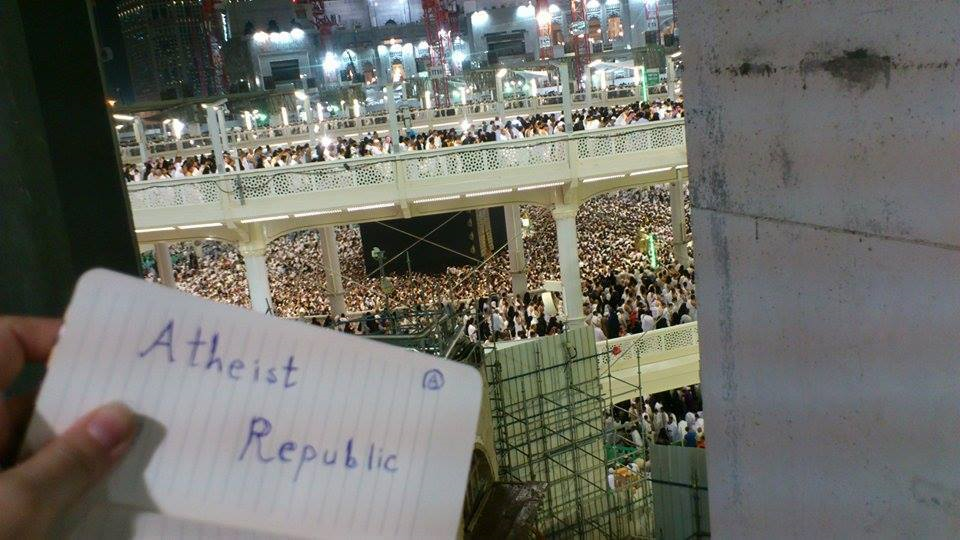
Fotografie Rany Ahmadové kousku papíru s nápisem „Ateistická republika“, kterou pořídila uvnitř Velké mešity v Mekce navzdory případnému trestu smrti.

V červnu 2014 Navabi v pořadu BBC Trending hovořil o komunitě Atheist Republic:

„Chceme, aby si lidé uvědomili, že nejsou sami. Chceme, aby si lidé uvědomili, že se nemusí stydět za to, kým jsou.“
V roce 2014 měla saúdská ex-muslimka Rana Ahmadová problémy v rodině, hledala a našla pomoc Atheist Republic i dalších podobných organizací na internetu. Když ji rodina donutila jet s ní na hadždž, vyfotila se, jak drží papírek s nápisem „Atheist Republic“, zatímco stojí uvnitř Velké mešity v Mekce, nejsvětějšího místa islámu. Následně uprchla do Německa, kde jí pomohly organizace Atheist Republic a Faith to Faithless.
V květnu 2017 měla facebooková stránka Atheist Republic 1,6 milionu sledujících, do února 2019 se tento počet zvýšil na 2,1 sledujících.

### Skandál s nahlašováním islamistů na Facebooku
V květnu 2017 administrátoři Atheist Republic prohlásili, že jejich facebooková stránka byla třikrát zrušena po něčem, co vypadalo jako koordinovaná kampaň náboženských aktivistů. S více než 1,6 milionu lajků byla v té době údajně „nejpopulárnější ateistickou komunitou na všech sociálních sítích“. Po opětovném obnovení Atheist Republic požádala o vynětí ze systému automatického „odmazávání“, který se aktivuje, jakmile je stránka dostatečně často označována, což ponechává jakoukoli stránku zranitelnou, aby byla uzavřena kvůli útoku odpůrců.
Atheist Republic nebyla jedinou obětí; na Facebooku probíhaly koordinované islamistické kampaně s heslem „Nahlašujte protiislámské stránky“, které se zaměřovaly na podobné ateistické, sekularistické a ex-muslimské stránky a skupiny, jako například Ex-Muslims of North America (která měla v té době skupinu s 24 000 členy) a 10 dalších skupin. Výkonná ředitelka organizace Atheist Republic Allie Jacksonová a prezident organizace Ex-Muslims of North America Muhammad Syed společně usilovali o to, aby se tyto stránky a skupiny vrátily zpět na internet, a spustili petici na serveru Change.org (která shromáždila přes 8 000 podpisů). Dne 10. května 2017 napsala organizace Atheist Republic a téměř 40 dalších sekulárních, ateistických a exmuslimských organizací otevřený dopis správcům Facebooku, v němž žádala o vylepšení systému nahlašování, aby chránil „zranitelné skupiny“ před zneužíváním funkce nahlašování náboženskými fundamentalisty. Mluvčí Facebooku odpověděl, že se za chybné odstranění stránek „velice omlouvají“ a že je společnost obnovila, jakmile to byla schopna prošetřit.

### Pokusy malajské vlády o zásah
V srpnu 2017 byla na facebookové stránce Atheist Republic zveřejněna fotografie ze shromáždění ateistického konzulátu v Kuala Lumpur. Náměstek ministra pro islámské záležitosti Asyraf Wajdi Dusuki nařídil vyšetřit, zda se lidé na fotografii nedopustili odpadlictví od víry, které je v Malajsii nezákonné a bývalí muslimové mohou být pokutováni, uvězněni nebo posláni na poradenství. Následující den ministr v oddělení předsedy vlády Shahidan Kassim zašel tak daleko, že řekl, že ateisté by měli být „stíháni“, protože podle federální ústavy není pro podobné skupiny místo. Členové Atheist Republic přítomní na shromáždění, kterým bylo na sociálních sítích vyhrožováno smrtí, byli vyšetřováni, zda „nešířili ateismus mezi muslimy“, který je v zemi rovněž postaven mimo zákon. Navabi se ptal: „Jak tato skupina někomu škodí?“ a varoval, že takové jednání vlády poškozuje pověst Malajsie jako „umírněné“ země s muslimskou většinou (60 %).

Nahrávky vyvolaly násilné protesty některých Malajců, kteří Navabiho označili za „odpadlíka“ a vyhrožovali, že vůdci Atheist Republic setnou hlavu.
Pod pseudonymem „Michael“ jeden z administrátorů kuala lumpurského konzulátu Atheist Republic sdělil BBC OS, že ke schůzkám mezi lidmi, kteří normálně komunikují pouze na internetu, dochází asi dvakrát až třikrát ročně:

„Když se sejdeme, prostě si sedneme, seznámíme se (...), dáme si něco k pití, trochu se najíme a prostě si povídáme o našich životech, to je vše. (...) Samozřejmě se to bude týkat i lidí, kteří jsou legálně muslimové, ateisté i lidé z jiných náboženství. V podstatě se chceme lépe poznat a chceme se spřátelit. (...) A tak jsme udělali skupinovou fotku a požádali Atheist Republic, aby ji zveřejnila. Vzápětí se k fotce dostaly některé malajské muslimské skupiny (...) a vyslovily domněnky, že mezi těmi na fotce jsou muslimové. (Prostřednictvím médií) to přistálo na vládě, která se pak tvářila překvapeně, že v Malajsii existují bývalí muslimové a že je třeba něco udělat. (...) Mnoho lidí, zejména těch, kteří jsou na fotografiích, se nyní skrývá, protože nevíme, co se stane. (...) Samozřejmě se také bojím.“
V listopadu 2017 vláda a malajský regulační orgán pro internetové komunikace a multimédia požadovaly, aby byla stránka Atheist Republic a podobné ateistické stránky na Facebooku zrušeny. Facebook to však odmítl udělat, protože stránky neporušovaly žádné komunitní standardy společnosti.
V únoru 2019 Navabi vyjádřil své rozčarování nad tím, že „se z toho nevyvodily žádné důsledky. Malajsie nepocítila hněv mezinárodního společenství, jaký by pocítila, kdyby prohlásila, že musíme lovit židy nebo muslimy. Za to je třeba nést velké důsledky. Ale proč nejsou obdobně důsledky za to, když řekneme, že musíme lovit ateisty?“

### Konflikt se Světovou hinduistickou radou
V září 2020 mnoho hinduistů rozzlobilo vytvoření triček Armina Navabiho se sexualizovanou verzí hinduistického božstva Kálí. Vinod Bansal z Višva Hindu Parišad (Světové hinduistické rady) podal na Armina Navabiho oznámení policii v Dillí a Bombaji za to, že umožnil, aby se na Twitteru objevil rouhačský obsah, a ve stížnosti označil také kanadského premiéra Justina Trudeaua a íránského prezidenta Hasana Rúháního.

## Dílo
Navabi, Armin; Hise, Nicki (2014). Why There Is No God: Simple Responses to 20 Common Arguments for the Existence of God (Proč není Bůh. Jednoduché odpovědi na 20 běžných argumentů pro existenci Boha) CreateSpace Independent Publishing Platform. s. 128. ISBN 9781502775283.